# Mie Leth Karshøj
Mie Leth Karshøj (ur. 6 lutego 1994 w Dragør) – duńska piłkarka, grająca na pozycji obrońcy w klubie HB Køge, reprezentantka Danii.

## Kariera piłkarska

### Kariera klubowa
Wychowanka klubów Dragør BK, Taarnby BK i Brøndby IF. W 2012 rozpoczęła karierę piłkarską w drużynie BSF. W 2014 dołączyła do Brøndby IF. W czerwcu 2017 podpisała kontrakt z Manchester City. W styczniu 2019 przeniosła się do szwedzkiego FC Rosengård. Po roku, zasiliła skład klubu Vittsjö GIK. We wrześniu 2021 roku wyjechała za ocean, gdzie została zawodniczką australijskiego Perth Glory. Latem 2022 wróciła do ojczyzny i potem kontynuowała występy w HB Køge.

### Kariera reprezentacyjna
24 listopada 2013 roku zadebiutowała w duńskiej kadrze narodowej w wygranym 5:0 meczu kwalifikacyjnym do 2015 FIFA Women's World Cup z Maltanskimi piłkarkami. W latach 2009–2013 również broniła barw juniorskiej reprezentacji Danii U-17 i U-19, a potem młodzieżówki.

## Sukcesy i odznaczenia

### Sukcesy klubowe
Brøndby IF
- mistrz Danii (2): 2014/15, 2016/17
- zdobywca Pucharu Danii (2): 2014/15, 2016/17

FC Rosengård
- mistrz Szwecji (1): 2019

### Sukcesy reprezentacyjne
Dania
- wicemistrz Europy (1): 2017